# 長野県立松本筑摩高等学校
もしかして
- 長野県松本筑摩高等学校

ではありませんか？